# Angie Baby
"Angie Baby" is een nummer geschreven door de Amerikaanse singer-songwriter Alan O'Day en werd een hit voor de Australische zangeres Helen Reddy. Het nummer bereikte de nummer 1-positie in de Amerikaanse Billboard Hot 100 op 28 december 1974 en werd een van Reddy's bestverkochte singles. Het nummer stond ook bovenaan de Amerikaanse Adult Contemporary-hitlijst, Reddy's vijfde nummer 1-positie in deze hitlijst.
De cryptische tekst van het nummer heeft een aantal theorieën onder luisteraars geïnspireerd over waar het nummer werkelijk over gaat. Reddy heeft nooit gezegd wat haar interpretatie van de verhaallijn was, deels omdat ze zei dat ze het leuk vond om luisteraars hun interpretaties te horen. Reddy zei ook dat "Angie Baby" het enige nummer was dat ze nooit van de radiozenders hoefde te eisen.